# Imelda Staunton
Imelda Mary Philomena Bernadette Staunton (Londres, 9 de enero de 1956), más conocida como Dame Imelda Staunton, es una actriz y cantante británica. Después de formarse en la Royal Academy of Dramatic Art, Staunton comenzó su carrera en el teatro de repertorio en 1976 y apareció en varias producciones teatrales en el Reino Unido. Ganando cuatro premios Laurence Olivier de las trece nominaciones que ha recibido.
Logró reconocimiento internacional interpretando a Dolores Umbridge en la saga de películas de Harry Potter. Así como, sus interpretaciones en Peter's Friends (1992), Much Ado About Nothing (1993), Sense and Sensibility (1995), Shakespeare in Love (1998) o Vera Drake (2004). Ha sido galardonada con un premio BAFTA y la prestigiosa Copa Volpi del Festival de Cine de Venecia y ha sido nominada a los Premios Óscar, los Globos de Oro y los Premios del Sindicato de Actores. 
Por su trabajo en televisión ha sido nominada en varias ocasiones al Premio Emmy y al BAFTA. Destacan sus papeles en las sitcoms, Up the Garden Path (1990–1993), Is It Legal? (1995–1998) o cómo reina Isabel II en la serie dramática, The Crown (2022–2023).
Staunton recibió el título de «Oficial» de la Orden del Imperio Británico en 2006, elevada al título de el «Comandante» en 2016, y elevada, de nuevo, al título de «Dama» de la Orden del Imperio Británico en 2024, por sus servicios a la actuación y por sus trabajos a la caridad.

## Biografía
Nacida en Archway, North London, tiene descendencia irlandesa puesto que sus padres eran del condado de Mayo, en Irlanda. Su padre, (Joseph Staunton) era obrero, trabajó en la construcción de carreteras y su madre era peluquera (Bridie McNicholas). Pasó su infancia en el mismo edificio donde su madre tenía abierto el salón de peluquería.
Estudió en la escuela católica de La Sainte Union Catholic School, dónde empezó a asistir a clases de teatro. Su profesora le ayudó para conseguir una plaza en las escuelas de Central School of Speech and Drama y en la Guildhall School of Music and Drama; sin embargo, no obtuvo plazas en ninguna de las dos; consiguiendo entrar a la edad de 18 años en la prestigiosa escuela de Royal Academy of Dramatic Art (RADA).

## Carrera
Empezó a recibir atención internacional en 1993 por su actuación como Margaret en la película producida por Kenneth Branagh, Mucho ruido y pocas nueces, basada en la obra de William Shakespeare. Ese mismo año trabajó en televisión con Richard Briers y Adrian Edmondson en If You See God, Tell Him. 
Staunton compartió el Premio del Sindicato de Actores al mejor reparto en 1998, por Shakespeare in Love. También prestó su voz a varias películas de animación, siendo las más notables de ellas Chicken Run, Arthur Christmas y The Pirates! In an Adventure with Scientists.
En 2004 Staunton recibió los galardones de mejor actriz en los Premios BAFTA, y el Festival Internacional de Cine de Venecia, por su papel en El secreto de Vera Drake, con la que también ganó el León de Oro en la misma Mostra. Por ese papel fue nominada para los Globos de Oro y los Óscar, en 2005. Ese mismo año tuvo un rol ocasional como la Señora Mead en el programa de humor británico Little Britain. 
En 2007 Staunton interpretó a la maquiavélica profesora Dolores Umbridge en la película Harry Potter y la Orden del Fénix; con este trabajo ha recibido numerosos elogios y se lo califica como uno de sus mejores trabajos. En 2010 volvió a dar vida al mismo personaje en la séptima adaptación de la saga, Harry Potter y las Reliquias de la Muerte: parte 1.
Staunton fue elegida, en 2020, para interpretar a la reina Isabel II del Reino Unido, en la quinta y sexta temporadas de la serie The Crown, tomando el relevo de las actrices Claire Foy y Olivia Colman que dieron vida a una Isabel II, más joven.

## Vida personal
Está casada con el actor inglés Jim Carter, con el cual tiene una hija, Bessie. Imelda dijo en una entrevista, mientras se encontraba en Estados Unidos para los Óscar de 2004, que a pesar de su religión está a favor del aborto.
Mantiene amistad con los actores Stephen Fry, Hugh Laurie y la actriz Emma Thompson.

## Filmografía

### Cine
| Año  | Película                                           | Papel                         | Notas        | Ref.   |
| ---- | -------------------------------------------------- | ----------------------------- | ------------ | ------ |
| 1986 | Comrades                                           | Betsy Loveless                |              | [ 13 ] |
| 1992 | Los amigos de Peter                                | Mary Charleston               |              | [ 14 ] |
| 1993 | Mucho ruido y pocas nueces                         | Margaret                      |              | [ 15 ] |
| 1994 | Consejos mortales                                  | Beth Greenwood                |              | [ 16 ] |
| 1995 | The Snow Queen                                     | Ivy / Angorra                 | Voz          | [ 17 ] |
| 1995 | Sense and Sensibility                              | Charlotte Palmer              |              | [ 18 ] |
| 1996 | Twelfth Night                                      | Maria                         |              | [ 19 ] |
| 1996 | The Snow Queen's Revenge                           | Elspeth / Rowena              | Voz          | [ 20 ] |
| 1997 | Remember Me?                                       | Lorna                         |              | [ 21 ] |
| 1997 | The Ugly Ducklin                                   | Scruffy                       | Voz          | [ 22 ] |
| 1998 | Shakespeare in Love                                | Ama                           |              | [ 23 ] |
| 1999 | Jack & the Beanstalk                               | Dilly                         | Voz          | [ 24 ] |
| 2000 | Chicken Run                                        | Bunty                         | Voz          | [ 25 ] |
| 2000 | Mi vida como una rata                              | Conchita Flynn                |              | [ 26 ] |
| 2001 | Another Life                                       | Ethel Graydon                 |              | [ 27 ] |
| 2001 | Mientras haya hombres                              | Janine                        |              | [ 28 ] |
| 2002 | The Strange Case of Penny Allison                  | Penny Allison / Alison Ayling | cortometraje | [ 29 ] |
| 2003 | La virgen de Liverpool                             | Sylvia Conlon                 |              | [ 30 ] |
| 2003 | Bright Young Things                                | Lady Brown                    |              | [ 31 ] |
| 2003 | I'll Be There                                      | Dr. Bridget                   |              | [ 32 ] |
| 2003 | Blackball                                          | Bridget                       |              | [ 33 ] |
| 2004 | Vera Drake                                         | Vera Drake                    |              | [ 34 ] |
| 2005 | Nanny McPhee                                       | Mrs. Blatherwick              |              | [ 35 ] |
| 2006 | Shadow Man                                         | Ambassador Cochran            |              | [ 36 ] |
| 2007 | Freedom Writers                                    | Margaret Campbell             |              | [ 37 ] |
| 2007 | Harry Potter y la Orden del Fénix                  | Dolores Umbridge              |              | [ 38 ] |
| 2007 | How About You                                      | Hazel Nightingale             |              | [ 39 ] |
| 2008 | Three and Out                                      | Rosemary Cassidy              |              | [ 40 ] |
| 2008 | A Bunch of Amateurs                                | Mary                          |              | [ 41 ] |
| 2009 | Taking Woodstock                                   | Sonia Teichberg               |              | [ 42 ] |
| 2010 | Alicia en el país de las maravillas                | Tall Flower Faces             | Voz          | [ 43 ] |
| 2010 | Another Year                                       | Janet                         |              | [ 44 ] |
| 2010 | Harry Potter y las Reliquias de la Muerte: parte 1 | Dolores Umbridge              |              | [ 45 ] |
| 2011 | The Awakening                                      | Maud Hill                     |              | [ 46 ] |
| 2011 | Arthur Christmas                                   | Mrs. Santa                    | Voz          | [ 47 ] |
| 2012 | The Pirates! In an Adventure with Scientists       | Reina Victoria                | Voz          | [ 48 ] |
| 2014 | Pride                                              | Hefina Headon                 |              | [ 49 ] |
| 2014 | Maléfica                                           | Knotgrass, el hada rosa       |              | [ 50 ] |
| 2014 | Paddington                                         | Tía Lucy                      | Voz          | [ 51 ] |
| 2017 | Little Bird                                        | Primera Comandante Simpkins   | Cortometraje | [ 52 ] |
| 2017 | Finding Your Feet                                  | Sandra Abbott                 |              | [ 53 ] |
| 2017 | Paddington 2                                       | Tía Lucy                      | Voz          | [ 54 ] |
| 2019 | Downton Abbey                                      | Lady Bagshaw                  |              | [ 55 ] |
| 2019 | Maléfica, Maestra del Mal                          | Knotgrass                     |              | [ 56 ] |
| 2020 | Amulet                                             | Hermana Claire                |              | [ 57 ] |
| 2023 | Chicken Run: Dawn of the Nugget                    | Bunty                         | Voz          |        |
| 2024 | Paddington in Peru                                 | Tía Lucy                      | Voz          |        |

### Televisión
| Año     | Trabajo                     | Papel                     | Notas                                                                        | Ref.          |
| ------- | --------------------------- | ------------------------- | ---------------------------------------------------------------------------- | ------------- |
| 1982    | Playhouse                   | Mary Price                | Episodio: "Easy Money"                                                       | [ 58 ]        |
| 1986    | Ladies in Charge            | Edith                     | Episodio: "Double Act"                                                       | [ 59 ]        |
| 1986    | El detective cantante       | Enfermera White           | Miniserie; 5 episodios                                                       | [ 59 ]        |
| 1988    | Thompson                    | Varios papeles            | Miniserie; 6 episodios                                                       | [ 59 ]        |
| 1989    | The Ruth Rendell Mysteries  | Polly Flinders            | 3 episodios                                                                  | [ 59 ]        |
| 1990–93 | Up the Garden Path          | Izzy Comyn                | Papel protagonista; 18 episodios                                             | [ 59 ]        |
| 1990    | ScreenPlay                  | Varios papeles            | Episodio: "Antonia and Jane" Episodio: "The Englishman's Wife"               | [ 60 ] [ 61 ] |
| 1990    | The Play on One             | Cheryl Newman             | Episodio: "Yellowbacks"                                                      | [ 62 ]        |
| 1990    | Masterpiece                 | Louie                     | Episodio: "The Heat of the Day"                                              | [ 63 ]        |
| 1991    | Screen Two                  | The Producer              | Episodio: "They Never Slept"                                                 | [ 64 ]        |
| 1992    | A Masculine Ending          | Bridget Bennet            | Película para TV                                                             | [ 65 ]        |
| 1993    | Don't Leave Me This Way     | Bridget Bennet            | Película para TV                                                             | [ 66 ]        |
| 1994    | Woodcock                    | Edna                      | Película para TV                                                             | [ 67 ]        |
| 1995    | Citizen X                   | Mrs. Burakov              | Película para TV                                                             | [ 68 ]        |
| 1995–98 | Is It Legal?                | Stella Phelps             | Papel protagnoista; 21 episodes                                              | [ 59 ]        |
| 1999    | David Copperfield           | Emma Micawber             | Telefilme                                                                    | [ 69 ]        |
| 1999    | Los asesinatos de Midsomer  | Christine Cooper          | Temporada 2, episodio 4 - "Hablará la sangre"                                |               |
| 2005    | Little Britain              | Mrs. Mead                 | Temporada 3, episodio 6                                                      | [ 59 ]        |
| 2005    | Mi familia y otros animales | Louisa Durrell            | Película para TV                                                             | [ 70 ]        |
| 2007–09 | Cranford                    | Miss Octavia Pole         | Miniserie; 7 episodios                                                       | [ 71 ]        |
| 2010–11 | Psychoville                 | Grace Andrews             | Actriz invitada (Especial de Halloween) Principal (temporada 2); 7 episodios | [ 72 ] [ 73 ] |
| 2011    | Doctor Who                  | The Interface             | Voz; Episodio: "The Girl Who Waited"                                         | [ 59 ]        |
| 2012    | The Girl                    | Alma Reville Hitchcock    | Película para TV                                                             | [ 74 ]        |
| 2014    | That Day We Sang            | Enid                      | Película para TV                                                             | [ 75 ]        |
| 2019    | A Confession                | Karen Edwards             | Miniserie; 6 episodios                                                       | [ 76 ]        |
| 2020    | Trying                      | Penny                     | Miniserie; 4 episodios                                                       | [ 77 ]        |
| 2020    | Talking Heads               | Irene Ruddock             | Episodio: "A Lady of Letters"                                                | [ 78 ]        |
| 2022–23 | The Crown                   | Isabel II del Reino Unido | Temporada 5 y 6                                                              | [ 79 ]        |

## Premios y nominaciones
Staunton ha recibido numerosos galardones, entre ellos un BAFTA, cuatro Olivier y un Screen Actors Guild, además de nominaciones a un Óscar, tres Globos de Oro y un Primetime Emmy. Staunton fue nombrada Oficial de la Orden del Imperio Británico (OBE) en la ceremonia de Año Nuevo de 2006, Comandante de la Orden del Imperio Británico (CBE) en la ceremonia de Año Nuevo de 2016, ambas por sus servicios al teatro y Dama Comandante (DBE) en la ceremonia de Cumpleaños de 2024, por su servicio al teatro y a la beneficencia.